# أوكنة بيضوية
أوكنة بيضوية (الاسم العلمي:Ochna ovata) هي نوع من النباتات تتبع جنس الأوكنة من الفصيلة الأوكنية.